# 马娅·梅施库莱特
马娅·梅施库莱特（英語：Maya Meschkuleit，2001年7月28日—），加拿大女子赛艇运动员，2024年赛艇世界杯第二站女子八人单桨有舵手金牌得主、2024年夏季奥林匹克运动会女子八人单桨有舵手银牌得主。